# Long Thuận, Thủ Thừa
Long Thuận là một xã thuộc huyện Thủ Thừa, tỉnh Long An, Việt Nam.

## Địa lý
Xã Long Thuận có vị trí địa lý:
- Phía đông giáp các xã Tân Thành và Tân Long
- Phía tây giáp xã Long Thạnh và huyện Thạnh Hóa
- Phía nam giáp huyện Thạnh Hóa và xã Mỹ Lạc
- Phía bắc giáp các xã Long Thạnh và Tân Long.

Xã có diện tích 34,95 km², dân số năm 1999 là 4.815 người, mật độ dân số đạt 138 người/km².

## Hành chính
Xã được chia thành 4 ấp: 1, 2, 3, 4.

## Lịch sử
Xã Long Thuận được thành lập vào ngày 14 tháng 1 năm 1983 trên cơ sở tách một phần diện tích và dân số của xã Long Ngãi Thuận cũ.